# Чемпіонат Європи з кросу 2018
Чемпіонат Європи з кросу 2018 був проведений в 9 грудня в Нідерландах. Містом-господарем змагань виступив Тілбург. Самі змагання проводились на південь від міста на трасі, прокладеній на заміській території, прилеглій до сафарі-парку «Бексе Берген».
За регламентом змагань, було розіграно 13 комплектів нагород: по 6 в індивідуальному та командному заліках, а також у змішаній естафеті. Змагання проходили серед дорослих спортсменів, молоді (до 23 років) та юніорів (до 20 років). Кожна країна могла виставити одну команду в естафеті та до 6 спортсменів у кожному з 6 індивідуальних забігів, а підсумки командної першості у кожній дисципліні підводились за сумою місць трьох кращих з них.

## Призери

### Чоловіки
| Першість | Золото                                                               | Золото  | Срібло | Срібло | Бронза | Бронза |
| -------- | -------------------------------------------------------------------- | ------- | --- | ------ | --- | ------ |
| Особиста | Філіп Інгебрігтсен Норвегія                                          | 28.49   | Айзек Кімелі Бельгія                                                                                         | 28.52  | Арас Кая Туреччина                                                                                          | 28.56  |
| Командна | Туреччина Арас Кая (3) Каан Озбілен (4) Полат Арикан (7) Джихат Улус | 14 очок | Велика Британія Марк Скотт (9) Крістіан Джонс (12) Деві Гріффітс (13) Чарлі Галсон Росс Міллінгтон Нік Гулаб | 34     | Італія Єманеберхан Кріппа (6) Даніеле Меуччі (11) Некагенет Кріппа (20) Ахмед ель Мазурі Андреа Сангвінетті | 37     |

| Першість | Золото                                                                                  | Золото  | Срібло | Срібло | Бронза                                                                                                | Бронза |
| -------- | --------------------------------------------------------------------------------------- | ------- | --- | ------ | --- | ------ |
| Особиста | Джиммі Грессьє Франція                                                                  | 23.37   | Самуель Фітві Німеччина                                                                                          | 23.45  | Юго Ай Франція                                                                                        | 23.48  |
| Командна | Франція Джиммі Грессьє (1) Юго Ай (3) Фаб'ян Пальсо (7) Луїс Жилавер Янн Шрюб Яні Гелаф | 11 очок | Велика Британія Патрік Дівер (5) Еміль Кересс (8) Мохаммед Мохаммед (17) Олівер Фокс Паулос Сурафель Джон Міллар | 30     | Іспанія Таріку Новалес (6) Адріан Бен (10) Амін Хукмі (26) Пабло Санчес Ігнасіо Фонтес Андрес Хіменес | 42     |

| Першість | Золото | Золото  | Срібло | Срібло | Бронза                                                                                   | Бронза |
| -------- | --- | ------- | --- | ------ | ---------------------------------------------------------------------------------------- | ------ |
| Особиста | Якоб Інгебрігтсен Норвегія                                                                                              | 18.00   | Уассім Умаїз Іспанія                                                                                       | 18.09  | Елзан Бібич Сербія                                                                       | 18.11  |
| Командна | Норвегія Якоб Інгебрігтсен (1) Сімен Халле Хеуген (5) Гокон Ставік (22) Йонатан Андерсен Ведвік Сімон Небійо Стейнсхамн | 28 очок | Велика Британія Джейк Гейворд (4) Айзек Ейкерс (12) Меттью Вілліс (14) Джек Маєр Том Мортімер Рорі Леонард | 30     | Німеччина Мохаммед Мохумед (6) Нік Єгер (9) Домінік Мюллер (23) Яннік Вайсс Еліас Шремль | 38     |

### Жінки
| Першість | Золото                                                                                                | Золото  | Срібло | Срібло | Бронза                                                                                          | Бронза |
| -------- | --- | ------- | --- | ------ | ----------------------------------------------------------------------------------------------- | ------ |
| Особиста | Ясмін Джан Туреччина                                                                                  | 26.05   | Фаб'єнн Шлюмпф Швейцарія                                                                                             | 26.06  | Кароліна Б'єркелі Гревдаль Норвегія                                                             | 26.07  |
| Командна | Нідерланди Сюзан Крумінс (4) Іп Вастенбург (5) Маурен Костер (11) Юлія ван Вельтховен Джилл Голтерман | 20 очок | Велика Британія Шарлотт Артер (7) Мелісса Кортні (8) Піппа Вульвен (9) Джессіка Пясецькі Кейт Ейвері Веріті Оккенден | 24     | Німеччина Елена Буркард (6) Фаб'єнн Амрайн (19) Катерина Гранц (25) Дебора Шенеборн Ганна Кляйн | 50     |

| Першість | Золото                                                                             | Золото  | Срібло                                                                                              | Срібло | Бронза | Бронза |
| -------- | ---------------------------------------------------------------------------------- | ------- | --------------------------------------------------------------------------------------------------- | ------ | --- | ------ |
| Особиста | Анна Емілі Меллер Данія                                                            | 20.34   | Анна Герінг Німеччина                                                                               | 20.36  | Вероніка Пизік Польща                                                                                     | 20.46  |
| Командна | Німеччина Анна Герінг (2) Міріам Даттке (6) Ліза Терч (14) Леа Маєр Свеня Пінгпанк | 22 очки | Іспанія Селія Антон (5) Кармела Кардама (8) Марта Гарсія (12) Ноемі Кано Паула Гонсалес Майдер Леос | 25     | Велика Британія Емі Гріффітс (7) Поппі Танк (9) Еббі Доннеллі (17) Дані Четтентон Лідія Тернер Емілі Моєс | 33     |

| Першість | Золото | Золото  | Срібло                                                                                                 | Срібло | Бронза                                                                            | Бронза |
| -------- | --- | ------- | --- | ------ | --------------------------------------------------------------------------------- | ------ |
| Особиста | Надя Баттоклетті Італія                                                                                     | 13.46   | Делія Склабас Швейцарія                                                                                | 13.47  | Інджі Калкан Туреччина                                                            | 13.48  |
| Командна | Велика Британія Амелія Квірк (5) Хахіса Мланга (7) Грейс Брок (11) Кері Г'юз Анна Макфадьєн Тіффані Пенфолд | 23 очки | Нідерланди Ясмейн Лау (4) Фамке Гейнст (10) Рос Блокгейс (14) Діана ван Ес Ясмейн Баккер Анна Гайтауер | 28     | Туреччина Інджі Калкан (3) Еміне Акбінгель (17) Дер'я Кунур (19) Сабріє Гюзельюрт | 39     |

### Змішана естафета
У складі кожної команди виступали двоє чоловіків та двоє жінок. Кожен з них біг по 1 колу, а загальна довжина 4 кіл естафетної дистанції склала 5,8 км. Порядок та довжина етапів були наступними: чоловіки (1,2 км) — жінки (1,5 км) — чоловіки (1,5 км) — жінки (1,6 км).
| Дистанція       | Золото                                                                 | Золото | Срібло                                                                         | Срібло | Бронза                                                           | Бронза |
| --------------- | ---------------------------------------------------------------------- | ------ | ------------------------------------------------------------------------------ | ------ | ---------------------------------------------------------------- | ------ |
| 4 кола (5,8 км) | Іспанія Саул Ордоньєс Естер Герреро Віктор Руїс Соланхе Андрея Перейра | 16.10  | Франція Алексіс М'єлле Ренель Ламот Маєдін Мекіссі-Бенаббад Жоанна Жеєр-Карлес | 16.12  | Білорусь Артем Логіш Ілона Іванова Сергій Платонов Ольга Немогай | 16.21  |

## Медальний залік
| Місце               | Країна              | Золото | Срібло | Бронза | Загалом |
| ------------------- | ------------------- | ------ | ------ | ------ | ------- |
| 1                   | Норвегія            | 3      | 0      | 1      | 4       |
| 2                   | Франція             | 2      | 1      | 1      | 4       |
| 3                   | Туреччина           | 2      | 0      | 3      | 5       |
| 4                   | Велика Британія     | 1      | 4      | 1      | 6       |
| 5                   | Німеччина           | 1      | 2      | 2      | 5       |
| 6                   | Іспанія             | 1      | 2      | 1      | 4       |
| 7                   | Нідерланди          | 1      | 1      | 0      | 2       |
| 8                   | Італія              | 1      | 0      | 1      | 2       |
| 9                   | Данія               | 1      | 0      | 0      | 1       |
| 10                  | Швейцарія           | 0      | 2      | 0      | 2       |
| 11                  | Бельгія             | 0      | 1      | 0      | 1       |
| 12                  | Білорусь            | 0      | 0      | 1      | 1       |
| 12                  | Польща              | 0      | 0      | 1      | 1       |
| 12                  | Сербія              | 0      | 0      | 1      | 1       |
| Загалом (14 збірні) | Загалом (14 збірні) | 13     | 13     | 13     | 39      |

## Виступ українців
Склад збірної України (28 спортсменів та 12 офіційних осіб) був затверджений у листопаді 2018 рішенням виконавчого комітету ФЛАУ.
Посісти високі місця в індивідуальному (найвище місце — 32-е — за підсумками забігів посіла Вікторія Калюжна) та командному (найкраще — 12-е місце — виступили жінки у категорії U23) заліку українцям не вдалося. Проте, виступ змішаної естафетної команди на завершення чемпіонату подарував приємні емоції багатьом уболівальникам. Команда у складі Олега Каяфи, Орисі Дем'янюк, Володимира Кица й Ірини Бубняк фінішувала п'ятою, дев'ятьма секундами поступившись бронзовим призерам змагань — збірній Білорусі.

### Чоловіки
| Місце | Атлет                             | Результат |
| ----- | --------------------------------- | --------- |
| 39    | Василь Коваль Житомирська область | 30.19     |
| 63    | Руслан Савчук Полтавська область  | 31.03     |
| 74    | Богдан-Іван Городиський Київ      | 31.48     |
| 83    | Єгор Жуков Донецька область       | 32.58     |

| Місце | Атлет                              | Результат |
| ----- | ---------------------------------- | --------- |
| 66    | Артем Алфімов Донецька область     | 25.47     |
| 70    | Сергій Шевченко Київ               | 25.55     |
| 79    | Андрій Аліксійчук Донецька область | 26.14     |
| 83    | Тарас Чукань Хмельницька область   | 26.18     |

| Місце | Атлет                                 | Результат |
| ----- | ------------------------------------- | --------- |
| 33    | Андрій Краковецький Вінницька область | 19.13     |
| 61    | Максим Пантелеєв Київська область     | 19.32     |
| 85    | Вадим Лонський Донецька область       | 20.06     |
| 89    | Ілля Сосницький Вінницька область     | 20.11     |

### Жінки
| Місце | Атлетка                            | Результат |
| ----- | ---------------------------------- | --------- |
| 32    | Вікторія Калюжна Донецька область  | 27.54     |
| 52    | Євгенія Прокоф'єва Київ            | 28.23     |
| 53    | Валерія Зіненко Полтавська область | 28.26     |
| 67    | Оксана Райта Львівська область     | 29.23     |

| Місце | Атлетка                            | Результат |
| ----- | ---------------------------------- | --------- |
| 50    | Ганна Жмурко Чернігівська область  | 22.17     |
| 52    | Юлія Мороз Київська область        | 22.23     |
| 62    | Марина Немченко Харківська область | 22.54     |
| 64    | Вікторія Федчик Рівненська область | 22.55     |

| Місце | Атлетка                             | Результат |
| ----- | ----------------------------------- | --------- |
| 62    | Богдана Семьонова Донецька область  | 15.00     |
| 76    | Іванна Кух Волинська область        | 15.18     |
| 80    | Вікторія Ковба Київ                 | 15.33     |
| 85    | Дар'я Вдовиченко Харківська область | 16.34     |

### Змішана естафета
| Місце | Команда | Результат |
| ----- | --- | --------- |
| 5     | Олег Каяфа Київська областьОрися Дем'янюк Львівська областьВолодимир Киц Київська областьІрина Бубняк Київ | 16.30     |